# Abdelbasset Hannachi
Pour les articles homonymes, voir Hannachi.
Abdelbasset Hannachi, né le 2 février 1985, est un coureur cycliste sur route algérien, spécialiste du sprint et trois fois champion arabe sur route.

## Biographie
Abdelbasset Hannachi réussit ses premières performances internationales au Championnat arabe sur route, où il termine deuxième en 2002, puis qu'il remporte en 2003 et 2006. En 2007, il est également sélectionné pour les championnats du monde B et les Jeux africains, puis remporte une étape du Tour des aéroports en Tunisie à Tozeur.
En 2008, Hannachi est recruté par l'équipe qatarie Doha. Il court de nombreuses courses de l'Asia Tour, dont le Tour du Qatar, et participe aux Championnats d'Afrique de cyclisme, où il prend la neuvième place du contre-la-montre. En décembre, il réussit de nombreuses performances sur les courses quataries, terminant quatrième du International Grand Prix Al-Khor, deuxième du International Grand Prix Messaeed derrière son coéquipier tunisien Ayman Ben Hassine, et vainqueur du International Grand Prix Losail. Il termine également sixième de la course par étapes Cycling Golden Jersey. Un mois plus tard, aux Émirats arabes unis, il s'échappe avec Ben Hassine dans la H. H. Vice-President's Cup, mais est battu au sprint par son coéquipier. Le lendemain, sur l'Emirates Cup, dans des circonstances analogues, il termine à nouveau deuxième derrière Ben Hassine. Plus tard dans la saison, il participe au Tour de Langkawi, où son équipe est invitée, puis remporte encore deux étapes, au President Tour of Iran et au Tour de Java oriental. Ces résultats lui permettent de terminer septième du classement final de l'UCI Asia Tour 2009. En juillet, il est sélectionné pour les Jeux méditerranéens, où il termine sixième et premier africain de la course en ligne. En 2010, il remporte deux étapes du Tour de Libye.
Il rejoint l'équipe continentale allemande TT Raiko Argon 18 18 en 2011.

## Palmarès sur route

### Par années
| - 2002 - Médaillé d'argent au championnat arabe sur route - 2003 - Champion arabe sur route - Champion d'Algérie du contre-la-montre juniors - 2006 - Champion arabe sur route - 2007 - 5e étape du Tour des aéroports - 2008 - 2e et 6e étapes du Tour de Maurice - International Grand Prix Losail - 2e de l'International Grand Prix Messaeed - 2009 - Champion arabe sur route - 2e étape du President Tour of Iran - 3e étape du Tour de Java oriental - 1re étape du Tour des aéroports - 2e de la H. H. Vice-President's Cup - 2e de l'Emirates Cup - 2010 - 1re et 2e étapes du Tour de Libye - 2e du Challenge du Prince - Trophée princier - 2e du Challenge Spécial Ramadan - 3e du Grand Prix of Al Fatah - 2011 - 3e du contre-la-montre par équipes aux Jeux africains | - 2012 - 2e étapes du Tour d'Oran - 2013 - 1re étape du Tour de Chlef - 2e étape du Fenkel Northern Redsea - 3e étape du Tour d'Érythrée - 3e étape du Tour d'Algérie - 2e étape du Tour de Tipaza - 5e étape du Tour du Faso - Médaillé de bronze de la course en ligne aux Jeux méditerranéens - 2014 - Champion d'Algérie sur route - 6e étape du Tour du Maroc - Médaillé de bronze sur route au championnat arabe des clubs - 2015 - Tour international d'Annaba : - Classement général - 2e et 3e étapes - Critérium international de Blida - 2e du Critérium international de Sétif - 2016 - Tour de Chlef : - Classement général - 2e étape - 3e étape du Grand Prix du Chahid de Mascara - 3e étape du Tour de Sidi Bel Abbès |  |

### Classements mondiaux
| Année           | 2008 | 2009 | 2010 | 2011 | 2012 | 2013 | 2014 | 2015 |
| --------------- | ---- | ---- | ---- | ---- | ---- | ---- | ---- | ---- |
| UCI Africa Tour | 120e |      | 10e  | 128e | 20e  | 35e  | 24e  | 11e  |
| UCI Asia Tour   | 316e | 7e   |      |      |      |      | 167e |      |
| UCI Europe Tour |      |      |      |      | 994e |      |      |      |

## Palmarès sur piste

### Championnats du monde "B"
- 2007
  -  Médaillé d'argent du kilomètre

### Championnats d'Afrique
- Casablanca 2016
  -  Médaillé d'argent du kilomètre
  -  Médaillé d'argent de la vitesse par équipes
  -  Médaillé d'argent de la poursuite
  -  Médaillé d'argent de la poursuite par équipes

### Championnats arabes
- 2008
  -  Champion arabe de poursuite
  -  Médaillé de bronze de la vitesse
  -  Médaillé de bronze du kilomètre